# 갈산동 (안양시)
갈산동(葛山洞)은 경기도 안양시 동안구의 행정동이다. 인근 모락산에 칡이 많다고 하여 갈산동이라 명명하였다. 내손1동의 내손지구와 접하고 있으며, 귀인동, 호계1동, 신촌동과도 접하고 있다. 1992년에 평촌신도시에 일환으로 샘마을 한양, 대우, 쌍용, 우방, 임광 아파트가 들어오면서, 주민의 대다수가 이들 아파트에 거주하게 되었다. 또한 자유공원도 이 당시에 건설 되었고, 평촌성당도 생겨났다.

## 법정동
- 호계동

## 교육 기관
덕현초등학교는 갈산동에서 신입생을 선발하지 않고 호계1동에서 선발하며, 대안중학교와 대안여자중학교도 평촌동 학생들이 대다수를 차지한다.
- 안양남초등학교
- 덕현초등학교
- 대안중학교
- 대안여자중학교
- 평촌공업고등학교

안양남초등학교는 1963년에 발생한 조포나루터 익사 사건으로 학생과 교사가 사망한 흥안초등학교의 현재 교명이다.

## 교통
수도권제1순환고속도로의 평촌 나들목이 위치하여 있고, 과천시와 서울 동작구 방면으로 향하는 대로가 있으나 교통체증이 심하여 출퇴근시 상당한 어려움이 있다. 그 외에 교통 시설은 전무하고 전철의 경우는 버스를 이용하여 인근의 범계역, 혹은 인덕원역을 사용해야 하는 어려움이 있어 주민들의 불만이 크다.